# 대한민국 교육의 역사
대한민국 교육의 역사는 고조선, 준왕이 위만에게 박사 직위를 수여한 때로 거슬러 올라간다. 원삼국 시대에는 중국에서 한자를 들여와 사용할 만큼 초보적인 교육 체계가 발달하였으며, 삼국 시대에 들어와서는 중국의 유학을 흡수하고 무예를 연마하게 할 만큼 발전하였다. 고려 때는 음서와 과거제가 등장하였고, 조선은 성균관, 집현전, 서당으로 성리학 연구를 장려하였다. 일제강점기에는 근대적 교육 제도가 도입되었으며, 미 군정 시기에는 현 한국 교육의 대략적인 얼개가 갖춰졌다. 대한민국이 건국된 후 역대 정부가 시행한 다양한 개혁을 겪으면서 대한민국 교육은 지금과 같은 모습이 되었다.

## 삼국시대

### 고구려
삼국 중에서 가장 먼저 발달한 것으로 보인다. 관학으로 태학이 있었고, [관학]으로는 경당이 있었다.
태학(太學)은 372년(소수림왕 2년)에 관리를 양성하기 위한 목적으로 설립된 유학 교육기관이다. 태학에서는 중국의 경학과 문학(文學)은 물론 무예도 교육하였으리라 짐작되며, 오경(시전, 서전, 주역, 예기, 춘추)과 삼사(사기, 한서, 후한)을 중심으로 교육하였다.
여기에서는 주로 귀족 자제가 입학하여 교육을 받았다.
경당(扃堂)은 고구려의 사학 교육기관(私學敎育機關)으로 한국 최초의 사학으로 알려져 있다. 태학이 상류층의 자제를 모아 유학을 중심으로 교육하는 관학(官學)인 데 반해, 고구려 후기에 설치된 경당은 일반 평민층이 그들의 자제를 교육하기 위하여 설립했다. 여기에서는 경전(經典)과 궁술(弓術)을 가르쳤다. 평양 천도 이후 경당은 각처에 설치되어, 문무를 겸비한 인재를 양성하였다.

### 백제
삼국사기 등에 나타난 기록을 통해 오경 박사 제도가 있었던 것을 알 수 있다. 다만 그 교육기관의 이름이 전하지 않는데, 오경 박사 제도가 한(漢)나라에서 비롯된 것을 고려하면 백제의 교육기관도 한나라와 마찬가지로 태학(太學)이라고 불렸을 가능성이 높다. 박사로는 고흥, 아직기, 왕인 등이 유명하다.

### 신라
640년(선덕여왕 9년) 당나라에 유학생을 파견했다는 기록이 있다. 화랑도를 통해 무술을 연마하고 정서를 함양하며 호연지기를 기르도록 하였다.
삼국통일이후, 682년(신문왕 2년)에는 관리를 양성하는 위해 국학이 설립되었다. 국학은 유학 이념을 연구하는 기관이며, 이후 도입된 독서삼품과를 통해 문관을 등용하였다. 독서삼품과를 과거제도의 효시라고 본다.

## 고려
관학으로는 국자감, 향교, 학당이 있었다. 지방의 선비들이 사설 교육기관으로 사학을 설립하기도 했다. 최충의 구재 학당이 유명하였다.

## 조선

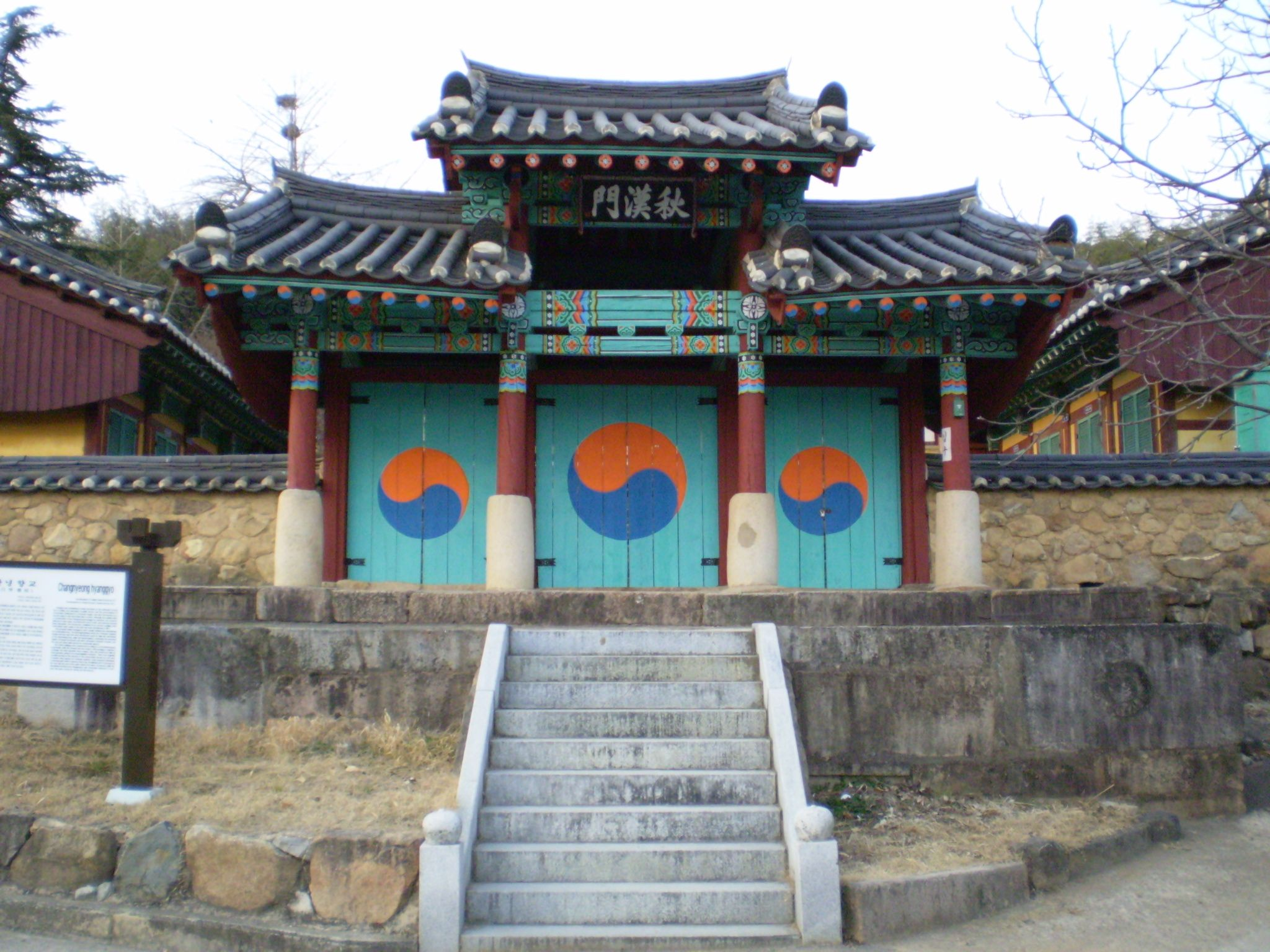
창녕 향교의 대문.

### 교육 기관
조선의 교육기관은 중앙과 지방으로 나누어 볼 수 있다. 중앙에는 최고 학부인 성균관과, 중등교육기관에 해당하는 4학(四學)이 존재했다(→학당). 성균관의 입학자격은 소과인 생진과에 합격한 것을 원칙으로 하였다. 동학, 서학, 남학, 중학이 4학이다.
지방의 중등교육기관에는 향교(鄕校)가 존재했으며, 성현에 대한 제사와 유생의 교육, 지방민의 교화를 기능으로 했다. 각 부·목·군·현에 하나씩 있었는데, 규모와 지역에 따라 중앙에서 교관인 교수 또는 훈도를 파견하였다.
이 외에도 초등교육에 해당하는 서당 (書堂)이 존재했는데, 4학이나 향교에 입학하지 못한 선비나 평민의 자제를 대상으로 사설적으로 운영되었다.

### 과거 제도
조선시대의 관리등용제도에는 과거, 음서, 취재, 천거제, 특지가 있었다. 음서는 '문음 (門陰)'으로 불렸는데, 신분보다 능력을 중시하는 조선사회에서는 천시되어, 음서로 요직에 진출하기는 거의 불가능했다. 과거의 종류에는 문과 (文科), 무과 (武科), 잡과 (雜科)가 있었다. 그 중 잡과는 서얼이나 중인, 일반 상민들이 주로 치렀다. 과거는 대체로 정기적으로 치러졌으나 나라에 경사가 있을 때 특별히 열거나 왕의 재량으로 열 수 있었다. 조선 후기에 들어서는 각종 부정이 늘어나 본래의 의미를 잃게 되었다. 갑오개혁 이후, 관리등용제도가 개편되면서 과거는 폐지되었다.

## 근대

### 조선 말
신교육사조의 발흥(勃興)은 임오군란(壬午軍亂)·갑신정변(甲申政變)을 거치는 동안 외국의 침입이 빈번하여 국권의 침식(侵蝕)이 크게 드러나게 되자, 교육개화의 필요성을 더욱 절감하게 된 데서 그 시원(始原)을 찾게 된다. 그리하여 정부는 해외 유학생의 증가와 신기구의 증설로써 이에 대응하였고, 뜻있는 선각자들은 재래 조선사회의 교육철학과 교육내용에 이르기까지 심각한 비판을 가해, 신세계에 적응할 새로운 교육체제의 설립과 사민평등(四民平等)에 입각한 의무교육의 필요성과 아울러, 조선의 역사·지리·조선어 등의 교과를 내용으로 하는 민족교육의 필요성을 주창하게 되었다.'교육에 의한 국가의 근대화' '근대 교육사조에 입각한 신교육의 전개', 이것이 당시 교육 선각자들만이 아니라 정부 당국자의 요구였으며, 따라서 정부는 해외 유학생의 파견과 동문학교(同文學校), 육영공원(育英公院) 등의 학교를 세워 근대교육을 위한 노력의 일면을 보였다.또한 서양 선교계(宣敎系)학교에서도 근대교육을 실천하였다. 이와 같은 과정을 거쳐 1894년 갑오개혁을 기점(起點)으로 교육전반에 대한 혁신이 일어났다. 즉 신학제의 반포와 구교육을 탈피한 근대교육이 조선사회의 새로운 교육전통으로 나타나게 되어 근대교육이 수용되었다.

## 현대 (광복 이후)

### 미군정기의 교육
- 시기: 1945년 9월 ~ 1948년 8월

미군정기는 불과 3년밖에 안 되는 짧은 기간이었지만, 이 때 현대 한국교육의 기본틀이 마련되었다는 점에서 한국교육사에서 중요한 시기라고 할 수 있다.
일본을 굴복시킨 미군은 38선 이남지역에 들어와 군정을 실시하였다. 미군은 조선인들에게 우호적이지 않았으며 오히려 점령군처럼 위협적으로 통치하였다. 당시 미군정의 기본정책의 방향은 소련에 대한 견제를 위해 남한을 미국과 동일한 사회질서를 갖춘 민주국가를 만드는 것이다. 그러나 미군은 준비가 부족했기 때문에 한국인의 협력을 필요로 했고, 이 점은 교육 분야 역시 마찬가지였다. 당시 미군정은 미국 유학생 출신으로서 반공이념이 투철하고 민주주의적 성향을 지닌 한국인 교육인사들을 발탁하였는데, 이들 인사들은 당시 미군정 학무국 직원이나 한국교육위원회 및 조선교육심의회 위원으로 있으면서 우리 교육의 초석 마련을 위해 활동을 하였다.

#### 미군정기의 교육정책
초기의 미군정 당국은 혼란을 염려하여 급격한 교육개혁을 실시하지는 못했다. 이 때문에 해방직후 한동안 일제 강점기의 교육제도가 그대로 유지되었다. 식민지 시대 일본은 한글의 이용을 억압하고 한국의 문해율을 퇴쇠시켰다. 이후 사회가 다소 안정되자, 미군정청은 38선 이남지역을 민주주의 국가로 만든다는 방침 하에 조선인 교육인사들의 도움을 얻어 대폭적인 교육개혁을 단행했다. 이 미군정의 교육개혁은 우리 역사상 가장 큰 교육적 변혁이며, 오늘날까지도 대한민국의 교육에 지대한 영향을 미치고 있다.
교육이념의 제정

미군정의 교육자문기구인 조선교육심의회에서 일제 강점에서 해방된 조선의 교육에서 가장 먼저 해야할 일은 교육이념의 제정이라고 제안하고, 조선교육심의회 교육이념분과위원회에서 아래와 같은 교육이념을 제정하였다. 당시, 위원회는 위와 같은 교육이념에서 “민주국가의 공민”이 핵심문구이며, “홍익인간”이 그것의 토대라고 해설하였다. 이 홍익인간 이념의 도입은 이 작업에 관여하였던 조선인 교육인사들의 민족주의적 성향이 반영된 결과라고 할 수 있다.
| “ | 홍익인간의 건국이상에 기(基)하여 인격이 완전하고 애국정신이 투철한 민주국가의 공민을 양성함을 교육의 근본이념으로 함. | ” |

신학제의 도입
미군정은 인문학교와 실업학교의 학제가 완전히 분리되어 있던 복선형 학제를 단선형 학제로 바꿈으로써, 종전의 인문교육과 실업교육의 제도적 분리에서 기인한 빈부에 의한 학교 진학의 차이를 없애려 하였다. 또, 미국식 수업연한을 도입하여, 초등학교부터 대학교까지의 수업연한을 6-3-3-4제로 전환하였다. 이 학제로 종전의 4~6년제였던 국민학교를 6년제로 고정하고, 4년제였던 중등학교를 6년제로 연장하고 초급중학교 3년과 고급중학교 3년으로 나누었으며, 대학의 3년제 예과를 폐지하고, 3년제였던 본과를 4년제로 연장하였다. 미국식 학제를 도입하는데 많은 찬반논의가 있었으나, 당시 미군정의 압력으로 미국식 학제의 도입이 확정되게 되었다.
의무교육의 실시와 교원재교육
일제 강점기 말기에 국민학교 의무교육 정책이 마련되어 1946년 4월 1일부터 시행될 예정에 있었던 중, 미군정은 조선인의 높은 교육열과 38선 이남지역에 민주주의 이념을 정착시켜야 한다는 정책적 측면을 고려하여 국민학교 의무교육을 시행할 것을 결정했다. 조선교육심의회에서는 1946년 9월부터 국민학교 의무교육을 실시하기로 가결하였으며, 이후 문교부는 국민들의 진학을 꾸준히 권장한 결과 1948년에는 전체 취학연령 아동 중 75%를 국민학교에 취학시킬 수 있었다. 미군정 당국은 대규모의 교원양성과 재교육을 실시하였으며, 일제 강점기의 교과서를 폐지하고 새로운 교과서를 편찬하였다. 또한 취학시기를 놓친 자들을 대상으로 성인교육을 실시하였고, 미군정 말기에는 교육자치제의 실시 계획을 담은 군정 법령을 공포하기도 하였다.
한편, 학교현장과 민간에서는 교육의 민주화가 제도의 개선만으로 이루어지는 것이 아니라고 주장하며, “새교육운동”을 펼쳤다. 새교육운동은 학생본위의 교육을 최우선시하는 것으로, 미국의 진보주의 교육에 영향을 받은 것이다. 새교육 운동은 이후 미군정 당국의 지도하에 이루어지게 되는데, 미군정은 교사들에 대한 재교육을 대대적으로 실시하였다. 초등교원은 각 사범학교의 부설국민학교에서 재교육을 실시하였고, 중등교원은 서울과 대구에 임시사범대학을 설치하여 재교육을 실시하였다. 재교육은 일선 학교에서 학생 본위의 새로운 교수법을 실시한다는 기치아래, 종전의 강의식 수업을 지양하고 분단 조직을 통한 학생들의 발표와 토론이 이루어지는 수업을 권장하였다. 하지만, 미군정의 이러한 교육개혁은 질적 성과를 거두지 못했다. 해방 직후의 국민학교의 1학급의 정원은 50~60인에, 전체 취학률은 43%가량이었고, 일제는 전체 취학률 60%를 목표로하는 대규모 학교 증설계획을 추진하고 있었다. 하지만, 미군정이 38도선 이남에 진주한 이후, 이 계획은 재정상의 이유로 취소되었고, 이러한 상황에서 수업연한의 확대와 의무교육이 이루어지게 되었다. 실재로 미군정은 학교의 물리적 시설에 투자를 전혀 하지 않았으며, 이러한 무대책적인 교육기회의 확대는 1개 학급의 인원이 80~110명에 이르는 과밀학급이나 2~3부제 수업을 낳게 되었고, 교육의 질을 저하시켰다. 
더욱이, 갑자기 늘어난 학교 졸업생과 한정된 직업 시장과의 과도한 불균형으로 인해 심각한 취업난이 초래되었다. 뿐만 아니라 취업하지 못한 졸업생들이 무작정 상급학교에 진학하려는 ‘학력가수요현상’이 나타나게 되었고, 이것은 다시 ‘학력인플레’를 가져왔다. 이로 인한 입시 경쟁은 수많은 교육문제를 야기하게 되었으며, 오늘날 대한민국의 고질적 교육문제의 발단이 되었다. 의무교육개혁에 이어 새교육운동도 별다른 성과를 거두지 못하였다. 당시 학생과 교원 모두 일제 강점기의 교육에 너무나 익숙해져 있었기 때문이다. 당시의 토론식 수업은 학생들을 마주보게 배치해 놓고 실제 수업은 이전 시기와 같은 강의식으로 진행되었다. 또, 중학교입시의 경쟁이 치열해져감에 따라 새로운 수업방식보다는 종전의 강의식 수업이 중학교입시에서 유리하다는 생각이 지배적이었기 때문에, 새교육운동은 좌초될 수밖에 없었다. 특히, “새교육을 하면 실력이 떨어진다.”는 인식이 학부모들 사이에서 확산되면서, 새교육운동은 학부모들의 강력한 반대에 부딪혀 결국에는 종전의 방식으로 회귀하게 되었다.

### 대한민국 정부 수립 이후의 교육

#### 이승만 정부ㆍ장면 정부시기의 교육
- 시기: 1948년 ~ 1961년

1948년 8월 15일 출범한 제1공화국은 미군정의 통치를 벗어난 명실상부한 주권국가였다. 이는 우리 교육의 주권회복을 의미하는 것으로 교육사적으로 매우 중요한 것이다. 제1공화국 정부는 1949년 말 교육의 근간이라고 할 수 있는 교육법을 제정ㆍ공포하였는데 그 주요 내용은 교육의기회균등, 6년간무상의무교육실시, 교육이념으로서의홍익인간명시, 학생의인격과개성존중, 교육의중립성, 교원의신분보장이었다.
1950년 6ㆍ25전쟁이 발발하게 되자 한국의 교육은 일대 혼란에 빠져들게 되었다. 정부는 이에 대처하기 위해 「전시하교육특별조치요강」을 발표하였는데, 그 내용은 피난학교설치, 임시교재및교과서의발행, 전시연합대학의설립 등이었다. 이는 세계적으로 그 유례를 찾아보기 힘든 것으로서 한국인들의 뜨거운 교육열을 단적으로 보여준 사례였다.
또한 1950년에 700여명의 교육계 인사와 전문가로 구성되었던 교육과정심의위원회의 연구결과를 토대로 1955년 초ㆍ중ㆍ고등학교 교육과정이 공포되었다. 이것이 바로 제1차교육과정으로서 이는 대한민국이 자체적으로 만든 최초의 체계적인 교육과정이었다. 이 시기의 교육과정은 학생의 생활경험을 중시하는 미국의 진보주의 교육철학을 반영한 것이었으나 실제 운영에서는 종전과 마찬가지로 교과중심교육으로 전락하고 말았다. 그 이유는 교사들이 학생 본위의 진보주의 교육이념과 교육방법에 익숙하지 않았고, 사회적인 풍토 또한 이를 뒷받침할 만큼의 의식이 성숙되지 않았기 때문이었다. 그러나 진보주의 교육의 최대 장애요인은 역시 입시(입학시험)이었다. 당시 중학교 이상의 각급 학교들은 입시를 통해 학생을 선발하는 방식을 취했기 때문에 입시에 유리한 주입식 교육이 선호될 수밖에 없었다.
이후 4ㆍ19혁명을 계기로 출범한 제2공화국(1960~1961)에서는 종전의 자유당 정부의 독재정치의 잔재를 일소하기 위해 사회전반에 걸쳐 민주화를 추진하였는데, 교육분야에서는 학원 민주화와 교육자치제 강화방침으로 구체화되었다. 그러나 제2공화국 정부는 이듬해 있었던 5ㆍ16군사쿠데타로 단기간의 집권으로 끝나면서 이렇다할 교육정책을 시행하지도 못한채 막을 내렸다.

#### 박정희 정부전반기의 교육
- 시기: 1961년 ~ 1972년

1961년 군사 쿠데타를 통해 집권한 군사정부는 "조국의 근대화"를 슬로건으로 내걸고 이를 추진하기 위한 작업으로 ‘교육을 통한 인간개조 운동’을 펼쳐나갔다. 또한 1961년에는 학원(學園)의 정상화를 통해 양질의 교육을 제공한다는 명목으로 ‘학교에관한임시특례법’을 공포하였는데, 그 내용은 아래와 같다.
① 문교부 장관에 대한 학교ㆍ학과 통폐합, 학급ㆍ학생 정원 재조정 권한 부여
② 교육감 및 국ㆍ공립대학교 총학장 임명제
③ 교수자격 심사제
④ 교원의 노동운동 금지
⑤ 학사자격 국가고시 실시

하지만 이 법은 당시 군사정부에 비판적이었던 교수와 대학생 및 대학교 재단등을 통제하려는 정치적 의도에서 제정된 것이었다. 또한 군사정부는 사친회비가 무상 의무교육정책의 취지에 위배된다는 점을 들어 사친회를 폐지하였는데, 이는 교육재정 확보가 선행된 후에 시행된 조치가 아니었기 때문에 각종 잡부금의 형태로 학부모로부터 필요한 재정을 충장하게 되는 폐단을 가져왔다. 이것은 결국 실속이 없는 전시교육행정에 불과했던 것이다. 1961년에는 교육자치기구인 교육구와 시교육위원회가 폐지되었으며, 1962년에는 교육법을 개정하여 교육행정을 내부행정에 예속시켜 교육자치제를 완전히 폐지하였다.
1963년에는 군사정치가 종료되고 제3공화국이 출범하였다. 제3공화국 기간 동안의 괄목할 만한 교육조치는 1968년의 중학교무시험진학제도와 대학입학예비고사제도 등 입시제도의 개편을 들 수 있다. 중학교 무시험 전형제는 당시 ‘7ㆍ15어린이 해방’이라고 선전될 정도로 전폭적인 개혁조치였다. 이 무시험 조치로 그동안의 중학교 입시 경쟁에서 빚어진 폐해들이 상당부분 해소되었으며, 다음은 당시 문교부에서 제시한 ‘중학교 입시제도 개혁의 취지’이다.
① 어린이의 정상적 신체발달 촉진
② 국민학교 교육의 정상화
③ 사교육비 부담경감
④ 중학교간 서열격차 해소

대학입학예비고사의 실시는 대학입학의 자격자를 국가가 시험을 통해 선발하고 이들을 각 대학에서 시험을 통해 선발한다는 것이었다. 이 조치에 대해서는 반대 여론이 극심했는데, 대학들은 이 조치가 학생선발과 관련한 대학의 고유권한을 침해하는 것이라는 이유를 들어 반대했다. 일선 고등학교와 학부모들은 대학입학예비고사와 대학별고사의 이중의 입시를 거쳐야 한다는 점을 들어 크게 반대하였다. 그러나 이 제도는 현재까지도 부분적인 개편만 있었을 뿐 큰 틀은 바뀌지 않은 채 지금까지도 지속되고 있다.
제3공화국 기간 동안에 있었던 또 다른 교육조치로는 교육자치제의 부활을 명시한 교육법 제정이다. 그러나 교육법 부칙에 지방자치제가 실시되기 전까지는 교육감과 교육위원을 대통령이 임명한다고 규정함으로써 실질적으로 교육자치제가 부활된 것은 아니었다.

#### 박정희 정부후반기의 교육
- 시기: 1972년 ~ 1979년

제4공화국은 유신헌법을 토대로 한 강압적 통치 시기였다. 이 기간 동안 실시되었던 교육정책 중에 주목할 만한 것으로는 고등학교 평준화 정책, 실험대학제도 도입, 대학교수 재임용제 실시 등을 들 수 있다.
1973년에 발표된 고등학교 평준화 정책의 내용은 우선 서울과 부산의 고등학교의 경우 자체 입학시험을 실시하지 아니하고 국가에서 출제ㆍ관리하는‘연합고사’로써 합격자를 선발한 후, 이들을 학군(學群)별로 컴퓨터 추첨을 통해 각 고등학교에 배정한다는 것이었다. 당시 문교부는 이러한 개편의 이유를 다음과 같이 설명하였다.
① 과중한 학습부담으로 인한 학생들의 신체발달 저해
② 경쟁심 조성으로 인한 학생들의 심성왜곡
③ 중학교 교육의 비정상화
④ 과중한 사교육비로 인한 가계부담
⑤ 고등학교 간 서열격차 심화

이것들은 앞선 시기 제3공화국 때의 중학교 입시제도 개편의 배경들과 크게 다르지 않음을 알 수 있다. 이러한 고등학교 입시제도 개편조치는 입시로 인한 부작용을 완화시킨 것은 사실이었으나, 결국 중학교 교육도 대학입시와 무관할 수 없는 것이었기 때문에 획기적인 성과는 기대할 수 없었다.
다음으로 1973년의 실험대학 정책은 각 대학마다 자체적으로 실험을 통하여 교육의 질을 자율적으로 관리하게 한다는 의도하에서 실시된 것이다. 그러나 실제로는 문교부가 정한 실험대학의 기준(졸업학점의 조정, 계열별 학생선발, 부전공제도, 조기졸업제도, 계절학기제)을 강제로 적용하려 하였다. 이 때문에 시간이 갈수록 규격화된 실험대학의 숫자가 증가하게 되면서 실험대학 정책은 오히려 대학의 획일화를 조장하는 결과를 초래하였다.
또한 유신정권은 1975년에 교육법을 개정하여 대학교수 재임용제도를 실시하였다. 이는 국ㆍ공립대학 교원의 경우 직급에 따라 일정한 계약 기간을 정해 임용하며, 사립대학은 장관이 정하는 바에 따라 기한부로 임용하되 임용 기간이 만료되면 재임용 여부를 다시 결정하게 하는 제도이다. 당시 문교부는 이 정책제도가 대학교육의 질적 향상과 면학 분위기를 조성하기 위한 것이라는 이유를 내세웠으나, 이 제도는 당시 유신정부하에서 민주화활동에 적극적인 교수들, 특히 사립대학의 경우 재단이나 학교의 부정비리를 폭로한 교수들의 추방에 악용되었다는 점에서 대표적인 교육악법으로 지적받고 있다.

#### 전두환 정부시기의 교육
- 시기: 1980년 ~ 1988년

신군부의 12·12 군사 반란을 통해 출범한 제5공화국 정부는 국민들의 불만을 억압하기 위하여 유신정권을 무색케하는 강압적인 통치를 펴나가는 동시에, 한편으로는 국민들의 환심을 사기 위한 시책을 실시하는 등 강온전략을 병행하였다. 당시의 7ㆍ30 교육개혁이라는 정책은 회유책의 맥락에서 이해가 가능하다.
‘7ㆍ30 교육개혁’은 학교교육의 정상화 및 과열 과외 해소를 기본 취지로 하였으며, 그 구체적인 내용은 아래와 같다.
① 과외(사교육)금지
② 대학본고사 폐지
③ 고등학교의 내신성적 및 예비고사 성적에 의한 대학 입학생 선발
④ 대학 입학정원 확대 및 졸업정원제 실시(졸업정원제는 이후 폐지)
⑤ 고등학교 교육과정 축소

특히 당시의 교육당국은 과열 과외가 학교교육의 정상화를 크게 저해할 뿐만 아니라, 가계에 막중한 부담을 안겨주고 계층 간의 위화감을 조성한다고 하여 과외를 비롯한 사교육에 대한 전면적인 금지조치를 단행하였다. 당시 사교육을 하거나 받다가 적발될 경우 학부모는 공무담임권 박탈과 세무사찰, 현직 교수 및 교사는 교직파면이라는 초법적인 제재조치를 받았다.
‘7ㆍ30 교육개혁’은 과열 사교육의 완화, 재수생의 감소 등의 부분적인 성과를 거두기는 했지만, 대학생 수의 급증으로 인한 대학교육의 질 저하, 대학 졸업정원제의 백지화에 따른 대졸자 취업난, 과외를 대신하는 보충수업 및 자율학습으로 인한 고교생들의 수업부담의 증가 등 많은 부정적인 결과를 초래하였다. 특히 가장 역점을 두었던 과외금지 조치 역시 비밀과외가 성행하는 등 근본적인 효과를 거두지 못하였다. 이처럼 ‘7ㆍ30 교육개혁’이 한마디로 실패로 끝났던 것은 이 조치가 불과 90일만에 급조된 데다, 실행 과정에서 국민의 여론에 끌려다니며 일관성을 유지하지 못했던 데 원인이 있는 것이다.
‘7ㆍ30 교육개혁’이 실패로 돌아가자, 제5공화국 정부는 1985년 대통령 직속기구로 “교육개혁심의회”를 구성함으로써 교육 전반에 걸쳐 개혁을 실시하려 하였다. 이 기구에서는 이후 3년간의 활동을 통해 여러 가지 개혁방안을 만들었으나, 1988년 정권이 교체되면서 당해 방안들은 모두 사문화되었다.

#### 노태우 정부시기의 교육
- 시기: 1988년 ~ 1993년(노태우 정부)

직선제에 의한 대통령 선출을 규정한 제6공화국의 새로운 헌법에 따라 1988년 노태우가 대통령에 당선됨으로써 제6공화국 1기 정부가 출범하게 되었다. 노태우 정부는 제5공화국 정부와는 차별화된 정책을 펴나가려 했는데, 이 때 실시되었던 교육조치로서는 문교부를 교육부로 개칭하고, 교원지위의 향상을 위한 특별법 제정, 지방교육자치제 실시 등을 들 수 있다.
이 시기의 교육 정책 중 가장 주목할 만한 것은 지방교육자치제의 실시이다. 우리나라의 교육자치제는 미군정 말기인 1948년 7월에 처음으로 도입된 이래 교육법 상에는 있었으나 한 번도 제대로 실시된 바가 없었던 그야말로 유명무실한 제도였다. 특히 그동안 가장 큰 문제가 되었던 것은 교육자치제의 전제조건이라 할 수 있는 지방자치제의 유보였다. 그리하여 그동안 사회 각계에서는 지방자치제의 실시를 요구하는 목소리가 끊이지 않았었다. 노태우 정부는 이 요구를 수용하여 1991년 12월 31일에 지방자치제법을 공포하였고, 이에 따라 이듬해인 1992년 3월에 지방의회 의원선거를 통하여 지방의회의 구성을 보게 되었다. 그 후 지방의회의 추천에 의해 교육위원들이 선출되었고 이로써 교육위원회가 구성됨에 따라 비로소 지방교육자치제의 실시가 이루어지게 되었던 것이다.

#### 김영삼 정부시기의 교육
- 시기: 1993년 ~ 1998년(문민정부)

노태우 대통령에 이어 선출된 김영삼 대통령은 선거공약에 따라서 취임 1년 후인 1994년 2월 대통령 직속의 ‘교육개혁위원회(교개위)’를 설치하였다. 그 후 교개위는 1년 동안의 활동을 토대로 1995년 5월 31일 5ㆍ31 교육개혁안(1차 개혁안)을 발표하였는데, 이 개혁안의 보고서 제목은 「세계화ㆍ정보화 시대를 주도하는 신교육체제 수립을 위한 교육개혁방안」이었다. 당시 교개위가 제시한 신교육체제의 목표는 열린교육사회와 평생학습사회의 비전을 실현하고, 모든 학습자의 잠재능력을 최대로 계발하며, 세계적 수준의 학문과 과학기술을 창조하고, 종합적 교육지원체계를 마련하는 한편, 교육의 질을 제고한다는 것이었다.
5ㆍ31 교육개혁안은 결국 세계화ㆍ정보화를 통해 국가 경쟁력을 높이기 위해 교육을 수단화하겠다는 의도로서, 한마디로 경제논리를 교육논리보다 우위에 둔다는 것이었다. 이는 대한제국 말기에 부국강병에 필요한 인재 양성을 위해 구상했던 교육개혁의 발상 방법과 크게 다를 바가 없는 것이었다.
교개위는 그 후 2, 3, 4차에 걸쳐 많은 교육개혁안을 발표하였는데, 그 중에서 대학입학제도 개선 방침을 보면 인간 교육을 강화하고 학교 교육의 정상화를 위하여 1997학년도부터 고등학교 생활기록부를 입시에 반영하며, 모든 대학교가 입시에서 국어ㆍ수학ㆍ외국어(영어) 위주의 필답고사를 폐지하도록 하였다는 것이다. 이 밖에 교개위에서는 사교육비를 절감하고 건전한 교육풍토를 조성하기 위해, 불법과외에 대한 단속을 강화하여 과외 수요를 흡수하기 위한 일환으로 위성교육방송(오늘날의 EBS)을 실시한다는 방침을 마련하였다. 그런데 사교육비 절감 및 불법과외 근절 방침은 당시 문민정부 출범 직후에 불법과외 단속을 국가적 시급 과제로 정하고 강력하게 추진하였다는 사실과, 곧이어 고액과외 사기사건이 사회적으로 큰 물의를 일으켰다는 사실 등에 비추어 볼 때 단지 구호에 지나지 않았던 것임을 알 수 있다.

#### 김대중 정부시기의 교육
- 시기: 1998년 ~ 2003년(국민의 정부)

김대중 국민의 정부는 정부조직 개편을 통해 기존의 교육부를 교육인적자원부로 전환함과 동시에 장관을 부총리로 격상하였으며, 특히 김대중 대통령은 교육 대통령을 자임하며 교육개혁을 위한 정책들을 펴나갔다. 국민의 정부의 교육개혁안 중 먼저 언급할 것은 교원정년의 단축이다. 이는 당시 65세였던 교원의 정년을 60세로 단축한다는 것으로서, 노령 교원들의 정년을 앞당기어 확보되는 재원으로 다수의 신임교사를 충원하겠다는 취지였다. 그 후 교원 정년은 우여곡절을 겪다가 결국 62세로 정해지게 되었는데, 이러한 일방적 추진 과정에서 교사들은 자존심에 상처를 입게 되었다. 한편 학생들이나 학부모들의 입장으로서는 열의가 식었을 정년 교사들이 교체된다는 점에 있어서 긍정적인 영향을 미쳤다고 할 수 있다.
국민의 정부 기간 동안의 교육 사건 중 주목할 만한 것은 2000년 헌법재판소의 과외금지위헌판결이었다. 이로써 정부는 사교육을 금지할 법적인 근거를 상실하게 됨에 따라 사교육의 증가를 막을 수가 없게 되었다. 이러한 상황 하에서 이전 정부에서 마련한 7차 교육과정의 전격적 수용은 학생의 수준과 특성을 고려한 교육을 통해 사교육을 경감하려는 교육과정의 취지에도 불구하고 우열반 편성에 대한 우려 때문에 사교육을 오히려 확대시켰다. 또한 2002년의 특기ㆍ적성을 중시하는 대학입학제도 개선안은 일선 학교에서 특기ㆍ적성 교육 여건이 여의치 않아 결국 사교육에 대한 수요가 대폭 증가하게 되었다. 특히 다양한 입시전형이 도입되면서 이와 관련한 여러 편법 혹은 불법적 현상이 나타나게 됨으로써 사회적 문제가 되었다. 이러한 과정에서 정부의 교육정책 및 공교육에 대한 불신, 그리고 점차 늘어나는 사교육비로 인해 조기유학 및 해외이민자가 급속히 늘어나기 시작하였다.
한편 국민의 정부에서는 교육평등과 사교육비 경감이라는 취지로 대학입시에서 3불(不) 정책을 고수하였는데, 이는 대학본고사ㆍ고교등급제ㆍ기여입학제를 금지한다는 것이었다. 이에 대해 많은 대학들은 입시 자율화를 저해하는 조치라는 이유를 들어 반대하였으며, 정책의 타당성을 놓고 사회적으로도 많은 논란을 야기하였다.
이밖에 국민의 정부 기간 동안의 주요 교육정책으로는 교원노조 합법화, 교원성과금제 도입, 두뇌한국(BK)21사업 실시, 중학교 의무교육 확대 등을 들 수 있다.

#### 노무현 정부시기의 교육
- 시기: 2003년 ~ 2008년(참여정부)

노무현 대통령의 참여정부는 교육개혁을 추진하기 위해 대통령 자문기구인 교육혁신위원회를 설치하여 운영하였다. 동 위원회의 교육개혁 방안으로 주목할 만한 것은 2008년 이후 대학입학제도 개혁 방안이었다. 노무현 정부는 수능에 대한 학생들의 압박과 입시경쟁, 대학들의 서열화를 해소하겠다는 이념을 내세워 개혁을 시도하였다. 대학입시에서 내신을 주요 전형 요소로 하되 수능시험은 등급제로 전환하여 반영한다는 내용을 골자로 한 이 개혁안은, 학교 간의 학력 격차가 엄연히 존재하고 있는 상황에서 내신이 신뢰성을 지닐 수 없다는 것과 수능이 등급화되어 변별력을 지닐 수 없다는 점에 대한 비판이 제기되었다. 또한 이 때문에 일부 대학들은 우수한 학생들을 선발하기 위한 자구책으로서 본고사의 논란이 있는 변형된 형태의 논술시험 및 심층면접 등을 실시하려 들었다. 특히 참여정부에 들어와서도 3불 정책을 둘러싸고 정부와 대학들간의 대립과 사회적 논란이 지속되었다. 노무현 정부 개혁안의 시행 자체가 학력 격차가 존재하는 학교들에 대해 동등한 기회를 주어 보통 교육의 이념을 관철하기 위한 것이었는데, 오랜 기간 대학의 서열화로 자리 잡은 대학 권력과, 이러한 권력에 속하고 싶었던 학부모들, 그 권력을 기반으로 하던 대학들의 반발이 만만치 않았다. 이러한 대학 기반 권력, 서열화는 오늘날까지도 한국 사회에서 가장 개혁하기 어려운 사안 중에 하나로 꼽힌다.
또한 참여정부는 막대한 사교육비를 경감시킨다는 목적으로 EBS 수능방송을 실시하였는데, 일선학교의 유능한 교원이나 학원의 유명 강사들에게 수능 관련 강의를 담당하게 하였으며, 방송강의 내용을 수능 출제에서 일정 비율로 반영하기 시작하였다. 이러한 수능방송은 저소득층 고등학생들에게 사교육 수강기회를 제공한다는 긍정적 측면은 있었지만, 종전과 비교하여 사교육에 소요되는 비용의 차이가 크게 달라지지 아니했다는 점에서 사교육문제를 획기적으로 개선한 것은 아니었다.
한편 당시 고등학생들 사이에는 소위 “죽음의 트라이앵글”이라는 말이 회자되었는데, 이는 대학입시에서 어느 하나도 소홀히 할 수 없는 수능ㆍ내신ㆍ논술 시험들이 엄청난 부담을 안겨 줌으로써 학생들의 입장에서는 견디기 힘든 고통을 받을 수밖에 없음을 표현한 말이었다. 이러한 현상은 그 동안 역대 정부들이 추진해 온 입시의 다양화가 학생들에게 얼마나 큰 부담이었는지를 단적으로 보여주는 것이었다. 하지만 한 편으로는 다양한 방법으로 입시 기회를 제공했다는 측면에서, 그 이후로는 긍정적인 영향을 미치고 있는 것으로 평가된다.
이밖에 참여정부 기간 동안 내내 논란의 대상이 되었던 것은 사립학교법 개정이었다. 개방형 이사제 도입을 핵심으로 하는 사학법 개정안으로 인해 사학단체들이 강력히 반발하였으며, 정치계뿐만 아니라 국민들의 여론이 분열되기도 하였다. 2005년 말 이 개정안이 통과된 후 얼마 있지 않아 재개정되었으나 사립학교 법인들이 헌법소원을 제기하는 등 갈등 양상은 좀처럼 가라앉지 않았었다.

## 같이 보기
- 교육사
- 한국의 역사
- 대한민국의 교육
- 조선민주주의인민공화국의 교육